# Pro Bowl 1976
Match précédent Match suivant
Le AFC-NFC Pro Bowl 1976 est le Match des étoiles de football américain de la National Football League pour la saison 1975. Il se joue au Louisiana Superdome à La Nouvelle-Orléans le 26 janvier 1976 entre les meilleurs joueurs des deux conférences de la NFL, la National Football Conference et l'American Football Conference. La rencontre est remportée sur le score de 23 à 20 par l'équipe représentant la National Football Conference.